# John Grey (Adliger, † 1266)
Sir John de Grey (auch Gray) († Februar oder März 1266) war ein englischer Adliger.

## Herkunft und Heirat
John Grey entstammte der anglonormannischen Familie Grey. Er war ein jüngerer Sohn von Henry de Grey und von dessen Frau Isolda Bardolph († 1246). Sein Vater war ein Baron, der Codnor Castle mit Ländereien in Derbyshire sowie bei Thurrock in Essex besaß. Er starb 1219, worauf der Großteil der Familiengüter an Greys älteren Bruder Richard fiel, während John das Gut von Shirland in Derbyshire erbte. Vor 1232 heiratete Grey Emma († vor 1251), die Witwe von John, einem Sohn von Stephen of Seagrave. Seine Frau war die einzige Tochter von Roger de Caux, von dem sie Water Eaton in Buckinghamshire erbte, dazu erbte sie über ihre Mutter Nicola of Leigh Turleigh in Bedfordshire. 

## Ritter im Dienst des Königs
John de Grey wird erstmals 1220 genannt, als er als Ritter des königlichen Haushalts eine jährliche Pension von £ 10 erhielt. Diese Summe wurde 1229 auf £ 30 angehoben. Zusammen mit seinem Bruder Richard diente er 1224 während des Französisch-Englischen Kriegs im Poitou. 1229 wurde er zum Kommandanten der Kanalinseln ernannt. Nach dem Sturz des Justiciars Hubert de Burgh 1232 übergab ihm König Heinrich III. das Gut von Purleigh in Essex, das de Burgh zuvor beschlagnahmt hatte. Von 1238 bis 1239 diente Grey als Sheriff von Bedford- und Buckinghamshire. Während des Saintonge-Kriegs diente er 1242 als einer der führenden Kommandanten des Königs in Südwestfrankreich. Während des Englisch-Walisischen Krieges ab 1244 wurde er 1245 Justiciar von Chester.
1251 fiel er zeitweise in Ungnade, als er ohne königliche Erlaubnis Joan Peivre heiratete, die Witwe von Paulinus Peivre. Sie brachte Besitzungen in Devon und anderen Teilen Englands mit in die Ehe, und nach Zahlung einer Strafe von 500 Mark vergab ihm der König im Oktober 1251. 1253 gehörte Grey zum Gefolge von Heinrich III., mit dem dieser in die Gascogne aufbrach, um dort eine Rebellion gegen seine Herrschaft niederzuschlagen. Zusammen mit seinen Brüdern Richard und William blieb Grey die nächsten 18 Monate im Ausland. Im August 1253 wurde er zum Seneschall der Gascogne ernannt. Im Oktober erkrankte er jedoch schwer, weshalb er kurzzeitig von seinem Bruder Richard abgelöst wurde. Nach seiner Genesung diente er wahrscheinlich bis zur Abreise des Königs Ende 1254 wieder als Seneschall. Anschließend wurde er der führende Vertreter von Lord Eduard, dem ältesten Sohn des Königs, dem dieser im Februar 1254 die Gascogne übergeben hatte. Unzufrieden mit der Regierung des Königs schied Grey 1255 aus dessen Dienst aus, wobei er auch sein fortgeschrittenes Alter anführte. Er schien aber weiterhin in der Gunst von Lord Eduard zu stehen, der ihn während des Kriegs in Wales 1257 zum Verteidiger der Welsh Marches sowie zum Constable von Shrewsbury Castle ernannte.

## Rolle während des Kriegs der Barone
Als eine Adelsopposition 1258 eine Reform der Regierung des Königs forderte, wurde Grey zu einem der zwölf Vertreter der Barone im Parlament gewählt, dazu zu einem der vier Barone, die den Haushalt von Lord Eduard überwachen sollten. 1260 sollte er als Richter den Amtsmissbrauch von königlichen Beamten in Dorset, Somerset und Devon untersuchen. Kurz danach wechselte er wieder auf die Seite des Königs, der ihn zum Verwalter von Herefordshire und von Hereford Castle ernannte. Als Anhänger des Königs wurde im Juni 1263 Greys Londoner Stadthaus in Ludgate von einem wütenden Mob geplündert, worauf Grey aus der Stadt flüchten musste. Als es im Frühjahr 1264 zum offenen Zweiten Krieg der Barone gegen den König kam, ernannte der König Grey zum Verwalter von Derbyshire und Nottinghamshire samt Nottingham Castle. Nachdem der König im Mai 1264 in der Schlacht von Lewes in die Gewalt der Rebellen geraten war, verteidigte Grey Nottingham Castle weiter, ehe er im Dezember 1264 die Burg der neuen Regierung der Barone übergab. Nach dem Sieg der Anhänger des Königs in der Schlacht von Evesham im August 1265 wurde er wieder Verwalter von Derbyshire und Nottinghamshire, was er bis zu seinem Tod blieb. 

## Familie und Nachkommen
Mit seiner ersten Frau Emma hatte Grey drei Töchter und einen Sohn, Reginald. Dieser wurde sein Erbe und zum Stammvater der Greys of Wilton und der Greys of Ruthin.